# Seifa-utaki
Seifa-utaki (japonsky: 斎場御嶽) je nejposvátnější háj na japonském ostrově Okinawa podle starého domorodého náboženství království Rjúkjú.
Legenda praví, že bohyně Amamikjo, která stvořila souostroví Rjúkjú, sestoupila právě sem. Z tohoto posvátného háje se lidé modlili k ostrovu Kudaka, nejposvátnějšímu místu na Okinawě. Náboženské ceremonie v posvátném háji Seifa-utaki vedla nejvyšší kněžka Kikoe-ogimi. Tyto ceremonie byly spojeny s žádostmi o dobrou úrodu a měly bezprecedentně důležité místo v náboženském životě místních lidí. Ovšem i náklady s nimi spojené byly nebývale vysoké.
Seifa-utaki bylo v roce 2000, společně s dalšími památkami v prefektuře Okinawa, zapsáno na Seznam světového dědictví UNESCO pod názvem Gusuku a související památky na Království Rjúkjú.